# コルナゴ
コルナゴ（Colnago ）は、イタリアに本社を置く自転車メーカーである。
創業者はエルネスト・コルナゴ。
スポーツ用自転車を市販する他、ロードレース用フレームビルダーとして、2013年までに140以上のチーム、2,500人を超えるプロ選手に自転車を供給し、7,000勝以上を挙げている。また、同じイタリアを本拠地とするF1の名門チーム、フェラーリとのコラボレーションモデルを何度か発売している。

## 沿革

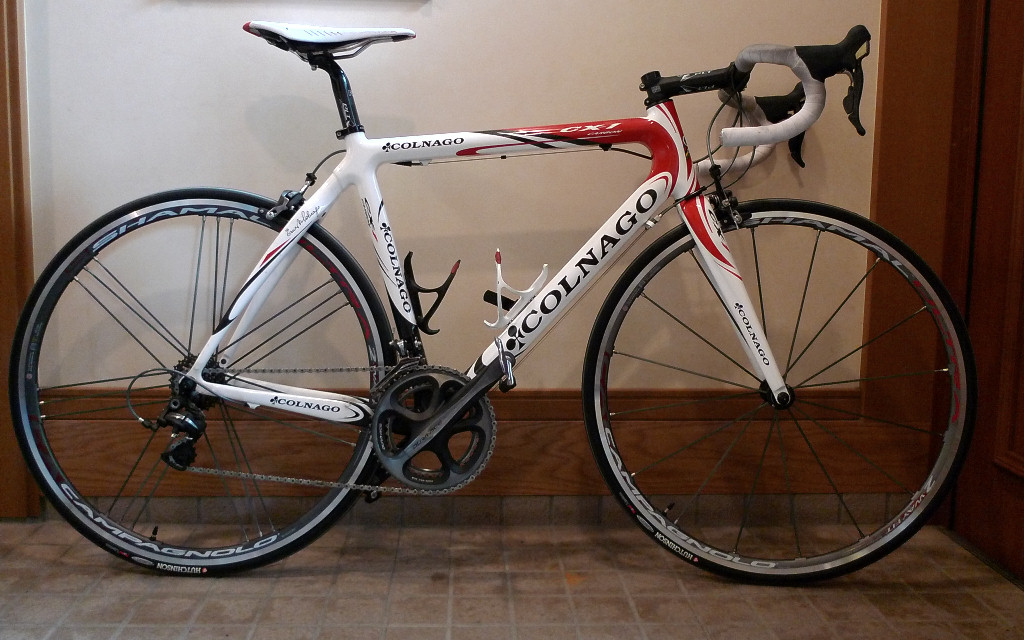
コルナゴCX-1

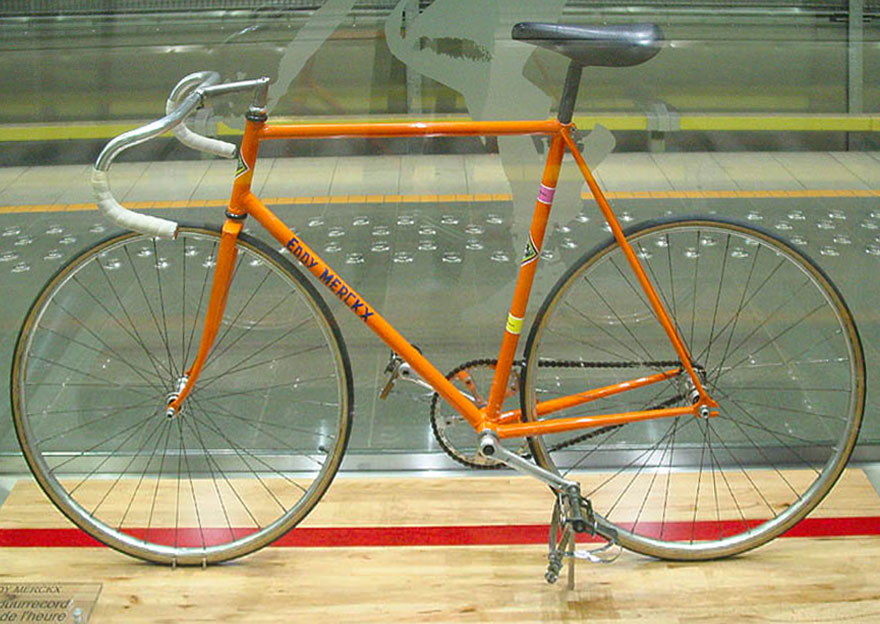
エディ・メルクスのアワーレコード樹立車両(1972年)

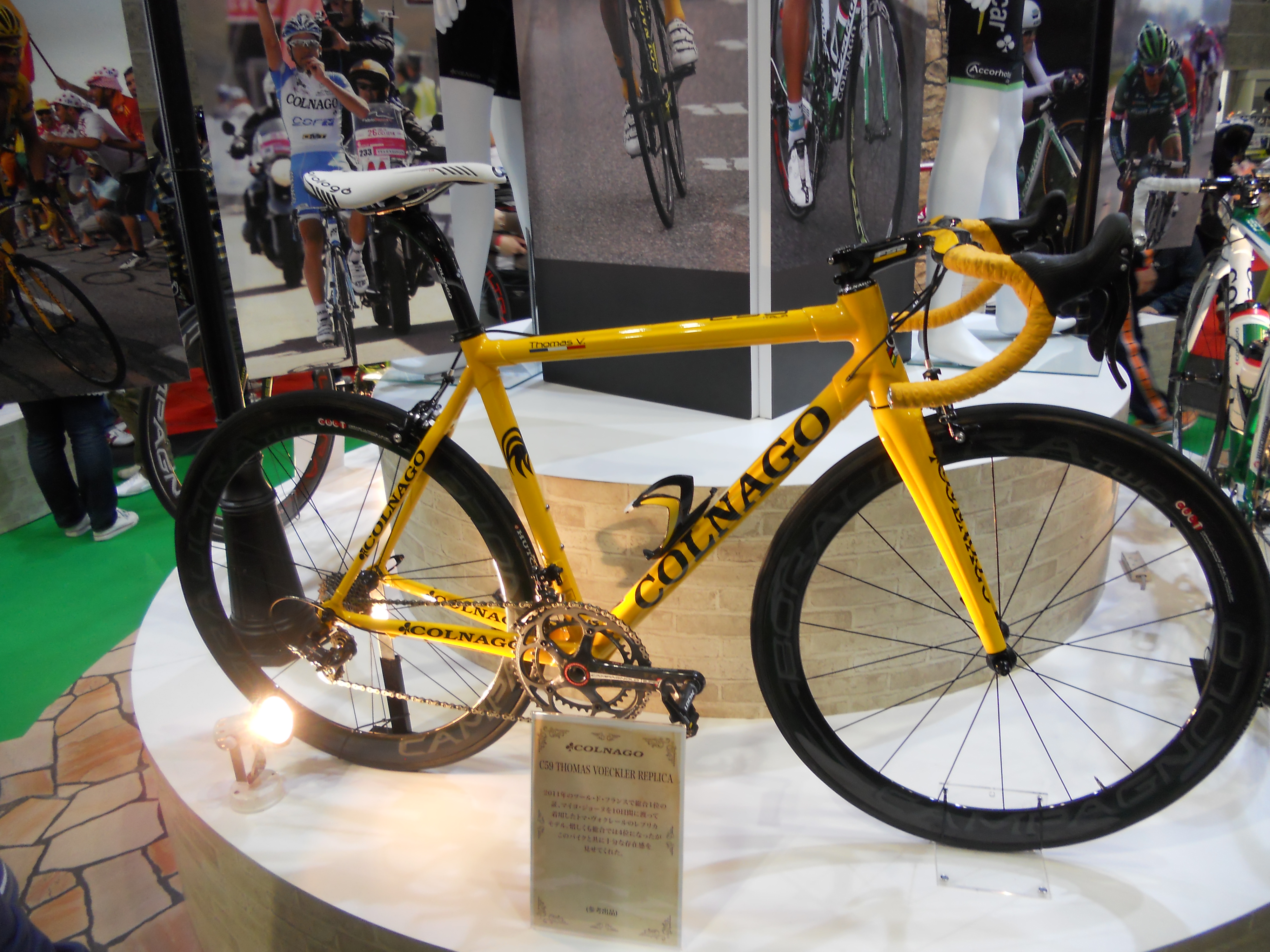
2012年ツール・ド・フランス　トマ・ボクレール専用モデル

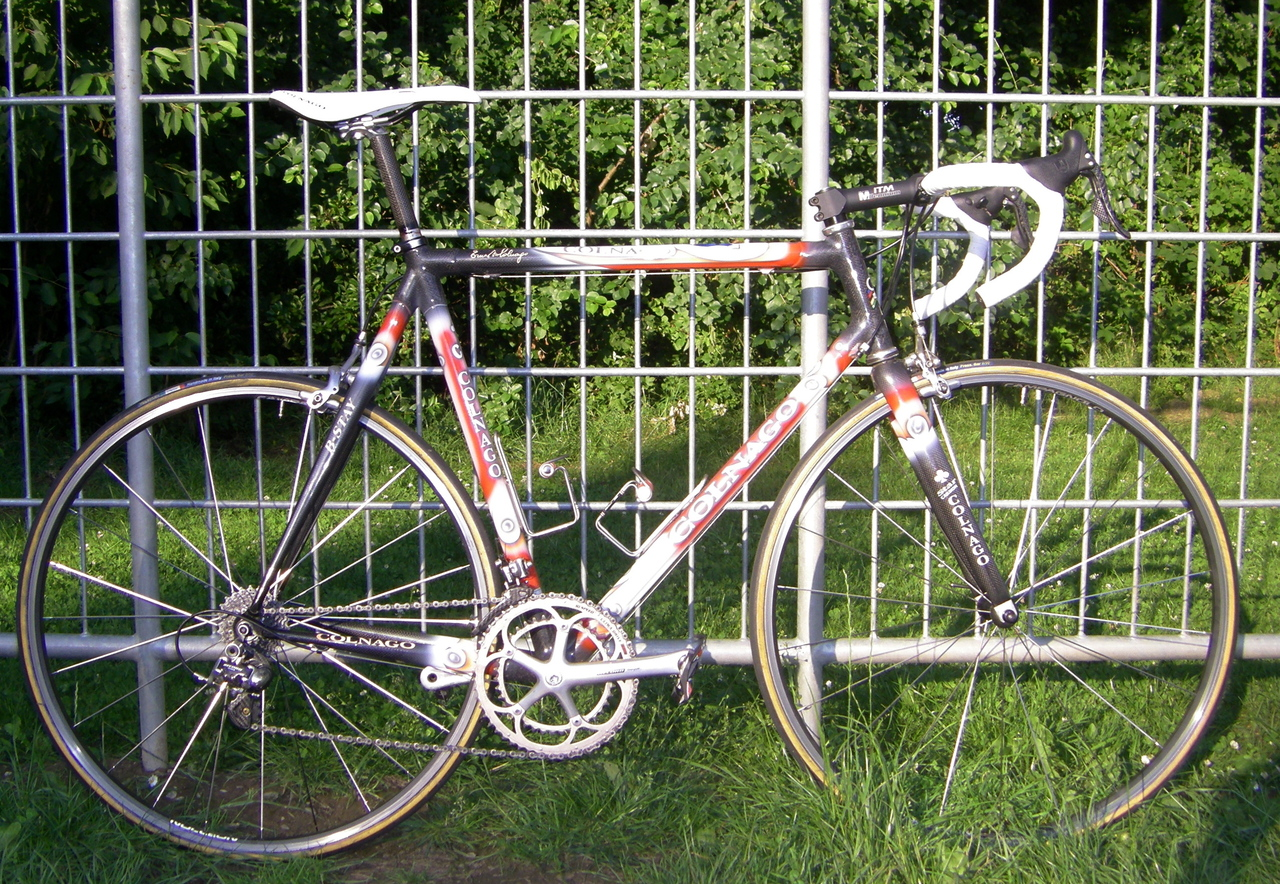
コルナゴC40

- 1932年2月9日 - エルネスト・コルナゴがイタリア、ロンバルディア州ブリアンツァ地方のカンビアーゴで農家の長男として誕生。
- 1944年 - カンビアーゴの工場で働き始め、初めての溶接を経験。
- 1945年 11月25日 - ミラノの工房グロリアで奉公を開始。
- 1946年 - 選手としてレース活動を開始。
- 1947年 - ロードレース初勝利、以後コッパ・カルディローラを含め13勝。
- 1952年 - カンビアーゴの小部屋を借り、そこで自転車の製造･修理の下請け業を開始。
- 1954年 - 独立して正式に自身の店を持つ。これが「コルナゴ」の始まりである。
- 1957年 - フォークの低温溶接法を発案。
- 1970年 - 現在でもシンボルとして存在するクローバーのマークを使用。
- 1972年 - エディ・メルクスがコルナゴで49.432kmのアワーレコードを樹立。
- 1975年 - メキシコアワーレコードで使用されたリブ入りフレームを発案。
- 1978年 - コルナゴ一家がローマ教皇に拝謁。ロードレーサー献上。
- 1980年代 - カーボンを素材とした空力形状のタイムトライアルバイクを多数試作。
- 1983年 - 冷間引き抜き工法や星形形状のリブ入りパイプを取り入れたクロモリ・フレーム、「マスター」を開発。
- 1986年 - F1技術で世界を先駆するフェラーリとのコラボレーションを開始。
- 1987年 - プレチーザ・ストレートフォークが誕生。
- 1989年 - フェラーリのエンジニアリングとのコラボレーションによる、カーボンモノコックフレーム「C35」（コルナゴ35周年記念モデル）が誕生。
- 1991年 - 双胴パイプの「カルビトゥーボ」を発表。
- 1992年 - カルビトゥーボをスペイン国王に献上。
- 1993年 - カルビトゥーボのシルエットをベースにしたチタニウムフレーム「ビチタン」を発表。
- 1994年 - トニー・ロミンガーがコルナゴで55.291kmのアワーレコードを樹立。
- 1994年 - コルナゴ40周年記念モデルとなるカーボンフレーム「C40」を発表。
- 2000年 - フェラーリとのコラボレーションによる集大成、限定版カーボンロードレーサー「CF-1」を発表。
- 2001年 - オスカル・フレイレ、コルナゴマシンにより世界選手権優勝。3位までコルナゴマシンが独占。
- 2005年 - ミケーレ・ラスムッセン、ツール・ド・フランスで山岳賞をExtreme-Cで獲得。
- 2006年 - オスカル・フレイレ、ツール・ド・フランス3ステージ制覇。
- 2007年 - アレッサンドロ・ペタッキ、自らの為に開発された「Extreme-Power」を駆って勝利を量産。
- 2010年 - 日本を代表するロードレーサーである新城幸也が所属するブイグテレコムへの供給が決定。この年のジロ・デ・イタリアで日本人最高位のステージ3位、ツール・ド・フランスではステージ6位、世界選手権ロードレースでは9位と好成績を挙げる。
- 2020年 - ツール・ド・フランス2020において、タデイ・ポガチャルの乗る「V3-RS[2]」で、創業以来の悲願であった、初の総合優勝[3]を成し遂げた。[4]

## これまでの限定車
- 2002年 COLNAGO for Ferrari - CF-3

F1フェラーリチームの顔をイラストペイントした限定車。
- 2003年 ANNIVERSARY

創業50周年を記念した限定車
- 2006年 ForEver

コルナゴ夫妻の結婚50周年（日本で言う金婚式）を記念した限定車。世界限定50台、そのうち20台は日本で発売。
- 2008年 COLNAGO for Ferrari 60th Anniversary - Lightweight wheel version

フェラーリ創立60周年を記念して世界限定60台で発売。
- 2008年 Extreme-Power Scuderia

アレッサンドロ・ペタッキらによって勝利を量産した「Extreme-Power」に、世界最高峰「Lightweight」社フルカーボンホイールを装備。世界限定20台。
- 2009年 COLNAGO for Ferrari - CF7

Carbon wheel versionが世界限定99台、Aluminum wheel versionが世界限定199台で発売。
- 2010年 Master 55th Anniversary

コルナゴ社創業55周年を記念して制作。世界限定99台、そのうち25台は日本で税込1,260,000円にて発売。
- 2011年 C59 Scuderia

世界限定59台、税込1,890,000円にて発売。
- 2012年 C59 ITALY Anniversary

イタリア建国150周年記念モデル。世界限定150台、完成車価格税込1,575,000円、フレーム単体（フロントフォーク付）価格税込630,000円にて発売。
など

## 関連人物
- エルネスト・コルナゴ